# Flins (pomnik przyrody)
Flins (pomnik przyrody) – głaz narzutowy na terenie gminy Szprotawa, jako pomnik przyrody ustanowiony uchwałą Rady Miejskiej w Szprotawie w 2019 r. 
Głaz znajduje się na gruncie należącym do Nadleśnictwa Szprotawa, Leśnictwo Długie. Zamiar objęcia przez Gminę Szprotawa ochroną prawną ww. obiektu wynika z faktu, iż do 1945 roku stanowił on pomnik przyrody jako głaz narzutowy. 
Został dostrzeżony przez przyrodnika prof. dr Theodor Schube podczas badań w latach 1917-1924, wystając z ziemi kubaturą ok. 4 m³. W 1930 roku został wymieniony w wykazie najważniejszych pomników przyrody rejencji legnickiej. Na mapie topograficznej z 1933 roku arkusz 4359 Borowina (Hartau) oznaczono przedmiotowy głaz jako pomnik przyrody – głaz narzutowy (N.D. Err. Block).
Skład petrograficzny: granit, kwarc biały, czysty i czarny. Obecnie oficjalnie największy głaz narzutowy w gminie Szprotawa.
Nazwa pomnika przyrody nawiązuje do archaicznego określenia dla kwarcu, którego odmiany występują w składzie głazu, oprócz innych minerałów.